# Bundeskriminalamt (Deutschland)

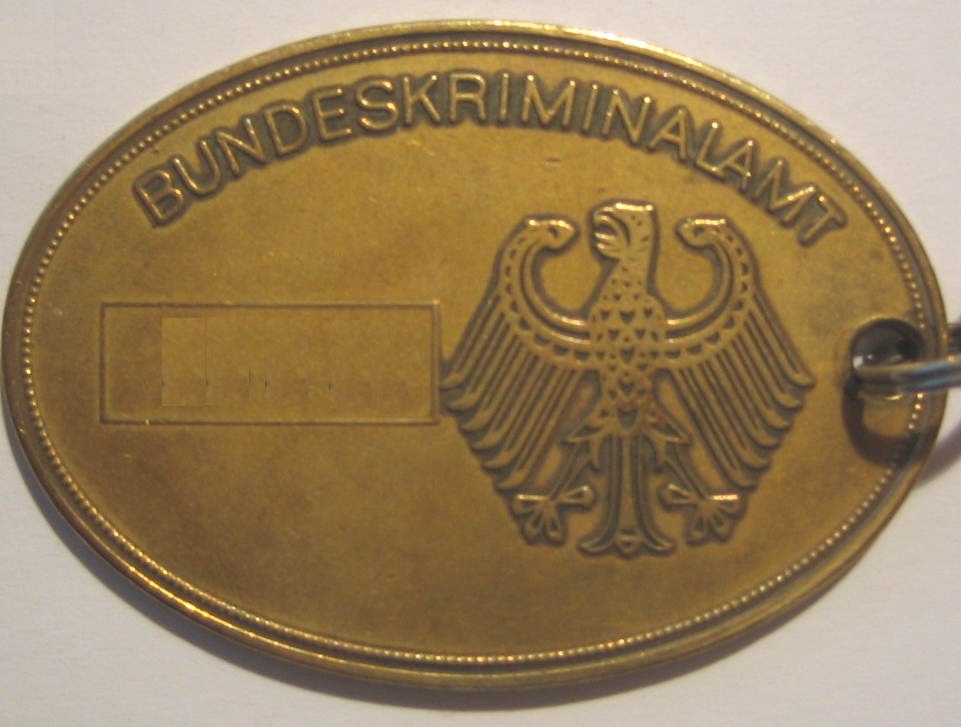
BKA-Dienstmarke, Rückseite (Dienstnummer unkenntlich gemacht)

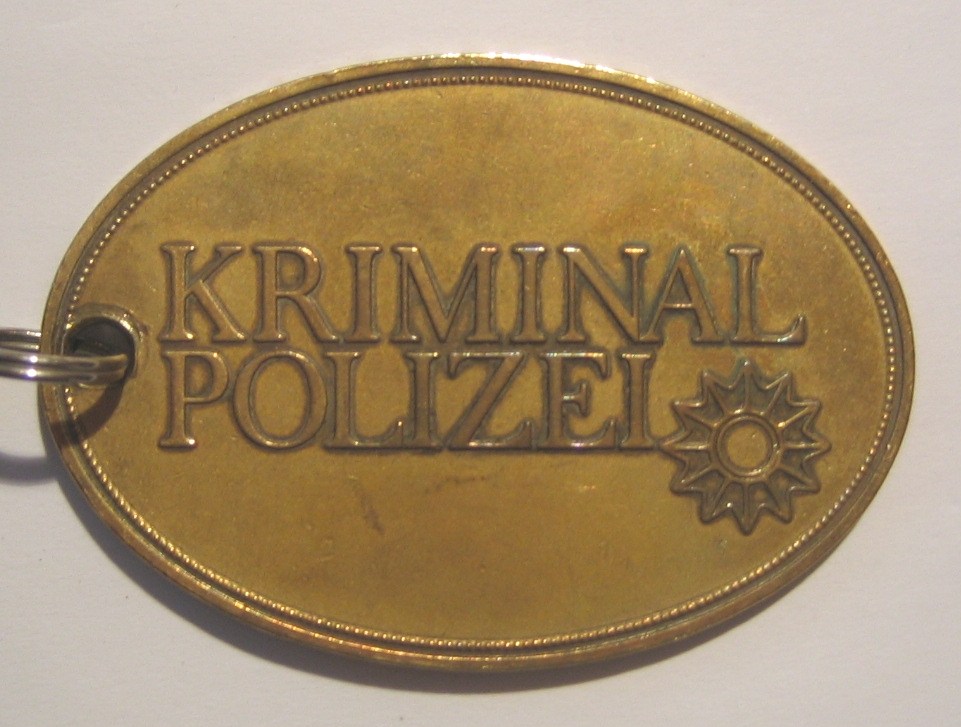
Dienstmarke, Vorderseite

Das Bundeskriminalamt (BKA) als Zentralstelle der deutschen Kriminalpolizei ist eine dem Bundesministerium des Innern und für Heimat nachgeordnete Bundesoberbehörde der Bundesrepublik Deutschland mit Standorten in Wiesbaden (Hauptsitz), Berlin und Meckenheim bei Bonn. Zusammen mit der Bundespolizei und der Polizei beim Deutschen Bundestag ist es eine der drei Polizeien des Bundes.
Das BKA hat die Aufgabe, die nationale Bekämpfung von Kriminalität in enger Zusammenarbeit mit den Landeskriminalämtern zu koordinieren. In diesem Rahmen unterhält das BKA zentrale erkennungsdienstliche und kriminaltechnische Einrichtungen und Sammlungen.
Das BKA verfügt in bestimmten schwerwiegenden Kriminalitätsfeldern über eigene Ermittlungskompetenzen, insbesondere auch bei länderübergreifenden und internationalen Zusammenhängen. Außerdem kann das BKA mit Ermittlungen tätig werden, wenn der Generalbundesanwalt beim Bundesgerichtshof einen entsprechenden Auftrag erteilt, eine Landesbehörde darum ersucht oder das Bundesministerium des Innern und für Heimat es anordnet.
Darüber hinaus schützt das BKA die Mitglieder der Verfassungsorgane des Bundes sowie Zeugen auf Bundesebene. Das BKA vertritt die Bundesrepublik Deutschland bei Interpol als Nationales Zentralbüro.

## Geschichte

### 1950er und 1960er Jahre

#### Gründung des Amtes
Ende 1945 wurden von den alliierten Besatzungsmächten erste regionale Kriminalämter eingerichtet. Die Landesregierungen fassten in Abstimmung mit den Alliierten die regionalen Kriminalämter zu „Landeskriminalpolizeiämtern“ zusammen. Das Grundgesetz bestätigte, dass die Polizeihoheit nicht beim Bund, sondern bei den Ländern liegt. Dem Bund wurde lediglich die Befugnis zugebilligt, ein zentrales Kriminalpolizeiamt zu unterhalten (Art. 73, Art. 87 GG). Auf dieser verfassungsrechtlichen Grundlage trat am 15. März 1951 das Gesetz über die Einrichtung eines Bundeskriminalpolizeiamtes in Kraft.
Im April/Mai des Jahres 1951 wurde Wiesbaden als Sitz des BKA von der Bundesregierung ausgewählt. In einer Kabinettssitzung am 27. Oktober 1950 war noch Hamburg als Sitz geplant gewesen, da die Stadt „in der internationalen Verbrecherbekämpfung seit jeher führend“ gewesen sei. Sie übernahm dabei die Aufgaben des Kriminalpolizeiamts für die Britische Zone in Hamburg, das mit Schaffung des BKA als Außenstelle in dieses überführt wurde.
Eine eigenständige bundesweite Einrichtung zur Verbrechensbekämpfung war zu dieser Zeit sehr umstritten, sowohl aus Sicht der Länder, die ihre Selbstständigkeit beibehalten wollten, als auch wegen der Forderung der drei westlichen Alliierten, in Berücksichtigung der Erfahrungen mit einer zentral geführten Polizei in der nationalsozialistischen Vergangenheit (vgl. auch Reichssicherheitshauptamt), die Polizei möglichst dezentral zu organisieren. Das BKA erhielt anfangs überwiegend Aufgaben der Koordination ohne sogenannte Exekutivbefugnisse. Eine Strafermittlungstätigkeit konnte nur auf besondere Anordnung des Bundesinnenministers oder auf Ersuchen der Länder aufgenommen werden.
1952 wurde das BKA in die Internationale Kriminalpolizeiliche Organisation IKPO (Interpol) aufgenommen. Das BKA war sowohl Zentralstelle für die Länderpolizeien als auch für eigene Ermittlungen in einigen festgelegten Deliktsfeldern zuständig. 1951 betrug die Anzahl der Beschäftigten beim BKA 355, 1960 waren es 637. Das Haushaltsvolumen betrug 1960 umgerechnet rund 5,5 Mio. EUR.

#### Fortwirken der NS-Zeit in Personal, Organisationsstruktur und polizeilichen Konzepten
Die Behörde wies bei ihrer Gründung und für die folgenden 20 Jahre ähnlich wie Justiz, Verfassungsschutz und BND vor allem in der Führungsetage einen zunächst fast hundertprozentigen Bestand an ehemaligen Mitgliedern der NSDAP und Angehörigen der SS auf. Aufgebaut wurde sie unter der Leitung der Kriminalkommissare und ehemaligen SS-Angehörigen Paul Dickopf und Rolf Holle. Prägend für den Aufbau des BKA war auch der in Konkurrenz zu Holle und Dickopf stehende Bernhard Niggemeyer, der das Kriminalistische Institut des BKA begründete und leitete. Noch 1959 waren zwei Drittel der Beamten im BKA-Führungspersonal ehemalige SS-Mitglieder, drei Viertel gehörten zuvor der NSDAP an. Nur zwei von 47 leitenden Beamten des BKA hatten keine NS-Vergangenheit, 33 waren ehemalige SS-Führer. Zu diesen SS-Führern und belasteten Mitarbeitern zählten:
- ehemaliger Hauptsturmführer Theo Saevecke, der stellvertretender Leiter der Sicherungsgruppe wurde.
- ehemaliger Sturmbannführer Kurt Amend, Chef-Fahnder des Berliner Reichskriminalpolizeiamts (RKPA) und Ex-Mitglied im Sicherheitsdienst der SS, wurde Chef-Fahnder in Wiesbaden
- ehemaliger Sturmbannführer Otto Martin, Biologe in der SS-Forschungsgemeinde Ahnenerbe, wurde Chef in der Biologischen Abteilung.
- ehemaliger Hauptsturmführer Heinz Drescher, Chef der Personenfeststellungszentrale und der Fingerabdrucksammlung im RKPA wurde Chef des Erkennungsdienstes.[14]
- ehemaliger Hauptsturmführer Heinrich Bergmann, Referat Ausbildung und Eignungsprüfungen und andere Abteilungen
- Rudolf Mally, Urkundenprüfung
- ehemaliger Hauptsturmführer Eduard Michael, Verwaltungs- und Personalchef
- ehemaliger Hauptsturmführer Georg Franz Fischer
- ehemaliger Hauptsturmführer Gerhard Freitag
- ehemaliger Hauptsturmführer Kurt Griese, Regierungsdirektor im BKA
- ehemaliger Hauptsturmführer Kurt Lach
- ehemaliger Hauptsturmführer Rudolf Thomsen, Regierungskriminalrat
- ehemaliger Obersturmführer Heinrich Erlen
- Josef Ochs, Jurist im RKPA und auch für die Einweisung von Sinti in Konzentrationslager zuständig[15]
- Otto Gunia
- ehemaliger Obersturmführer Georg Heuser
- ehemaliger Hauptsturmführer Eberhard Eschenbach, Leiter des Ausbildungsreferats
- Joachim Kaintzik, Referat Kapitalverbrechen und Diebstahl
- ehemaliger Sturmbannführer Waldemar Krause
- ehemaliger Hauptsturmführer Wilhelm Rohrmann
- Richard Pelz
- Karl Schulz
- Bernd Wehner
- Hans-Heinrich Worthmann
- Kurt Zillmann
- Walter Zirpins

Zuständiger Referent im Bonner Ministerium des Innern für den Aufbau des BKA war Max Hagemann, der 1951 Präsident des BKA wurde.
Selbst 1969 zählte noch ein Viertel des BKA-Führungspersonals zu ehemaligen SS-Mitgliedern, die Hälfte aller Beamten waren einst Parteimitglieder der NSDAP.
Nicht nur das Personal war von Anfang an weitgehend das gleiche wie in der Zeit des Nationalsozialismus, sondern auch die Organisationsstruktur und die Arbeitsweise. Aufbau der Organisation, Instruktionen und Formulare wurden weitgehend kopiert, Dickopf übernahm Haushaltsberechnungen, Stellenpläne und Arbeitsanweisungen für das BKA teilweise 1:1 aus dem Reichskriminalpolizeiamt, das auch in seiner Struktur als Vorbild und Blaupause des BKA diente.
Auch das Verbrechenskonzept und die Theorie der Verbrechensbekämpfung schloss sich fast nahtlos an die NS-Zeit an, besonders hinsichtlich der Auffassung von Sinti und Roma.

#### Beginn der offiziellen Aufarbeitung der Geschichte 2007/2008
Fast 60 Jahre nach der Gründung des BKA beauftragte Jörg Ziercke 2008 nach einem Kolloquium 2007 eine externe Forschungsgruppe um den Historiker Patrick Wagner mit der Aufarbeitung der NS-Vergangenheit. Laut BKA-Präsident Ziercke wolle man dadurch eine „Erinnerungskultur fordern und fördern“.
Noch wenige Jahre vorher hatte man der Forschungsarbeit Dieter Schenks und anderer jegliche Unterstützung und Anerkennung verweigert. Die Untersuchung selbst war von Innenminister Otto Schily für überflüssig erklärt worden. Der Entscheidung Zierckes waren Forderungen der Polizeigewerkschaft GdP 2004 und eine kleine Anfrage der PDS 2001 vorausgegangen, auf die die Bundesregierung geantwortet hatte: „Das Bundeskriminalamt hat keine nationalsozialistische Vergangenheit. Es ist im Jahre 1951 gegründet worden.“

### 1970er Jahre
Anfang der 1970er Jahre begann der Ausbau des BKA. Der Generalbundesanwalt wurde nun ermächtigt, das BKA mit polizeilichen Ermittlungen zu beauftragen. 1972 wurde das INPOL-Fahndungssystem mit Standort beim BKA installiert. 1970 betrug die Anzahl der Beschäftigten beim BKA 1211. Das Haushaltsvolumen betrug 1970 umgerechnet rund 19,9 Mio. EUR.
1973 wurde das BKA-Gesetz so geändert, dass das Bundeskriminalamt neue Zuständigkeiten in der Bekämpfung bestimmter schwerwiegender organisierter Delikte mit internationalem Bezug erhielt, sofern Ermittlungen im Ausland erforderlich waren. Es war nun zuständig bei international organisierten Rauschgift-, Waffen- und Falschgelddelikten sowie bei terroristischen Anschlägen gegen Verfassungsorgane des Bundes. Wegen der Aktivitäten der Rote Armee Fraktion baute man 1975 unter Gerhard Boeden am damaligen Standort Bonn-Bad Godesberg die Abteilung zur Bekämpfung des Terrorismus (TE) auf. Das BKA war nun Koordinierungsstelle im Bereich der Bekämpfung politisch motivierter Gewalttaten. Unter der Leitung von BKA-Präsident Horst Herold wurde – zur Bekämpfung terroristischer Aktivitäten – die Rasterfahndung eingeführt. Das Bundeskriminalamt erfuhr auch einen starken personellen und materiellen Ausbau. Die Zahl der Beschäftigten, die 1965 noch bei 818 lag, stieg bis 1980 auf 3339.
Die DNA-Analysedatei ist im BKA zentralisiert. Sie ist eine Verbunddatei, die für alle deutschen Polizeien betrieben wird. Hier werden sowohl die DNA-Daten von Straftätern gespeichert als auch Spuren von Tatorten registriert und abgeglichen. Der DNA-Beweis ist heute das erfolgreichste kriminalistische Instrument bei der Identifizierung von Tätern und der Zuordnung von Tatspuren.
1972 wurde der Haussicherungsdienst des Bundeskriminalamtes gegründet (heute BKA-Sicherungsdienst), der jedoch nur Aufgaben des Behördenselbstschutzes hat.

### 1980er Jahre
In den 1980er Jahren kamen keine wesentlichen neuen Aufgaben hinzu. Das BKA wurde nun mit aktueller Informations- und Kommunikationstechnik ausgerüstet. 1981 wurde der Standort der für präventiven und repressiven Staatsschutz zuständigen Abteilungen von Bonn-Bad Godesberg nach Meckenheim (bei Bonn) verlagert.
1980 betrug die Anzahl der Beschäftigten beim BKA 3339. Das Haushaltsvolumen betrug 1980 umgerechnet rund 144,2 Mio. EUR.

### 1990er Jahre
1990 betrug die Anzahl der Beschäftigten 3979. Das Haushaltsvolumen betrug 1990 umgerechnet rund 168,2 Mio. EUR.
Nach der deutschen Vereinigung unterstützte das BKA den Aufbau neuer Landeskriminalämter in den neuen Bundesländern. 
Der 1993 in Kraft getretene Vertrag über die Europäische Union konzentrierte und bündelte die polizeilichen Kooperationsformen (Einwanderung, Zoll etc.). Die Planung für ein europäisches Polizeiamt -Europol- begann, welches die Arbeit der jeweiligen nationalen Zentralbehörden zusammenführen und allen zugänglich machen soll. 
1997 wurde die Strafverfolgungszuständigkeit des BKA erneut erweitert. Die Länder bekamen die Kompetenz eingeräumt, im grenznahen Bereich grenzüberschreitend mit den Nachbarstaaten zusammenzuarbeiten. Der internationale Dienstverkehr mit den Polizeibehörden anderer Staaten blieb sonst jedoch vollständig dem BKA vorbehalten.
1999 wurde die für den Schutz der Mitglieder der Verfassungsorgane des Bundes zuständige Abteilung Sicherungsgruppe (Personenschutz) im Zusammenhang mit dem Umzug des Kernbereiches der Bundesregierung nach Berlin verlagert; dadurch verkleinerte sich der Standort aber nur gering.

### Seit 2000
2000 betrug die Anzahl der Mitarbeiter 4529. Das Haushaltsvolumen betrug 2000 umgerechnet rund 298,1 Mio. EUR.
2004 gab es seitens des Bundesinnenministers Otto Schily Überlegungen, große Teile und den Hauptsitz nach Berlin zu verlagern, um dort „sicherheitspolitische Aufgaben zu bündeln“. Hierauf kam es mit Unterstützung regionaler und lokaler Politiker im Raum Wiesbaden und Meckenheim zu massiven Protesten der Mitarbeiter des BKA, die schließlich dazu führten, dass Präsident Ulrich Kersten von Bundesinnenminister Otto Schily in den einstweiligen Ruhestand versetzt wurde und sein für Verwaltung zuständiger Vizepräsident, Rudolf Atzbach, das BKA verlassen musste.
Schließlich wurde noch im Frühjahr 2004 entschieden, dass rund 500 Mitarbeiter aus den Standorten Wiesbaden und Meckenheim zum Ausbau des Standortes Berlin dorthin verlagert werden, damit wurde allerdings die ursprünglich geplante Schließung der Standorte zurückgenommen, die Standorte werden vergleichsweise wenig verringert (in Meckenheim von ca. 1100 auf 900 Stellen). Noch im Jahr 2004 und Anfang 2005 kam es zur Verlagerung der Gruppe Islamistischer Terrorismus nach Berlin und zum Aufbau der neuen Abteilung Internationale Koordination (IK) mit einer Einheit für strategische Analysen in der Bundeshauptstadt. Gleichzeitig wurde ein Gemeinsames Terrorismusabwehrzentrum (GTAZ) beim BKA Berlin eingerichtet. Der Aufbau der neuen Berliner Einheiten und der Umzug der entsprechende Mitarbeiter sind seit 2006 abgeschlossen.
In Wiesbaden wurde seit August 2004 ein Neubau in der Liegenschaft Äppelallee errichtet, der als Unterkunft für die Abteilung Kriminaltechnik dient und über Büro- und Laborräume verfügt. Der Neubau wurde im September 2007 an das Bundeskriminalamt übergeben.
Im Rahmen der Föderalismusreform 2006 wurde dem BKA die Zuständigkeit für die Abwehr des internationalen Terrorismus in Fällen übertragen, in denen eine länderübergreifende Gefahr vorliegt, die Zuständigkeit eines Bundeslandes nicht erkennbar ist oder ein Land um Unterstützung bittet (Art. 73 Abs. 1 Nr. 9a GG). Zu diesem Zweck wurden dem BKA zahlreiche neue Kompetenzen zugebilligt, wie u. a. die heimliche Online-Durchsuchung.
Seitdem betreibt das BKA auch die Anti-Terror-Datei. 2019 betrug die Anzahl der Beschäftigten beim BKA 6369. Der Anteil der Tarifbeschäftigten lag bei 31,6 Prozent. Das Haushaltsvolumen betrug 2018 umgerechnet rund 673,6 Mio. EUR.
Das Netzwerkdurchsetzungsgesetz (NetzDG) verpflichtet seit einer Änderung des § 3a im Jahr 2021, die am 1. Februar 2022 in Kraft trat, bestimmte Unternehmen, gewisse auf ihren Plattformen begangene Straftaten von sich aus an das Bundeskriminalamt zu melden. Die mit den folgenden Ermittlungen befasste Stelle im BKA befindet sich am Standort Meckenheim und hatte bei Aufstellung einen Umfang von etwa 200 Stellen.

## Auftrag
Die Aufgaben des Bundeskriminalamtes leiten sich aus den Art. 73 Nr. 10 und Art. 87 GG ab. Danach hat der Bund die ausschließliche Gesetzgebung über „[…] die Zusammenarbeit des Bundes und der Länder in der Kriminalpolizei“ sowie die „[…] Einrichtung eines Bundeskriminalpolizeiamtes und die internationale Verbrechensbekämpfung“. Zu diesem Zweck kann der Bund durch Gesetz „[…] Zentralstellen für das polizeiliche Auskunfts- und Nachrichtenwesen, für die Kriminalpolizei und zur Sammlung von Unterlagen“ errichten.
Aus dieser Kompetenzverteilung zwischen Bund und Ländern folgt, dass im Grundsatz die Zuständigkeit für die Gefahrenabwehr und die Kriminalitätsbekämpfung bei den Polizeibehörden der Bundesländer liegt. Ausnahmen von diesem Grundsatz sind im Gesetz über das Bundeskriminalamt und die Zusammenarbeit des Bundes und der Länder in kriminalpolizeilichen Angelegenheiten (BKA-Gesetz) geregelt. Diese Ausnahmen gelten u. a. für:
- Ermittlungen (und teilweise Gefahrenabwehr) in Fällen des nationalen und internationalen Terrorismus
- Ermittlungen zum internationalen Handel mit Betäubungsmitteln, Waffen, Munition und Sprengstoffen sowie der Herstellung von Falschgeld
- Ermittlungen, die durch eine Staatsanwaltschaft, eine zuständige Landesbehörde, den Bundesinnenminister oder den Generalbundesanwalt beauftragt werden
- Schutz der deutschen Verfassungsorgane (Bundespräsident, Kanzler, weitere Kabinettsmitglieder, Bundesverfassungsgericht, Mitglieder des Bundestages u. a.) sowie deren (ausländische) Gäste
- Schutz von Zeugen
- Ermittlungen bei Straftaten gegen Kritische Infrastrukturen (Kritis)
- Koordination der nationalen und internationalen polizeilichen Zusammenarbeit, z. B. mit den deutschen LKA, Europol, Interpol oder ausländischen Polizeibehörden wie dem FBI
- Sammlung und Auswertung von polizeilichen Informationen
- Bereitstellung von Informationssammlungen und Datenbanken, z. B. INPOL, Schengener Informationssystem, ATD, RED, AFIS u. a.
- Unterstützung von nationalen sowie internationalen Polizeibehörden, Gerichten und Staatsanwaltschaften bei wissenschaftlichen Untersuchungen und Analysen, z. B. Forensik, Kriminologie

Das BKA gehört als nachgeordnete Behörde zum Geschäftsbereich des Bundesinnenministeriums.

## Organisation
| Hauptgebäude                                                                            |
| --------------------------------------------------------------------------------------- |
| Liegenschaft Thaerstraße in Wiesbaden                                                   |
| Beschäftigte (Stand Juli 2020)                                                          |
| Beschäftigte: 7.130                                                                     |
| davon Kriminalbeamte: 3.809 (53,4 %)                                                    |
| davon sonstige Beamte: 1.075 (15,1 %)                                                   |
| davon Tarifbeschäftigte: 2.210 (31,0 %)                                                 |
| davon Auszubildende: 36 (0,5 %)                                                         |
| Standorte und Anschriften                                                               |
| Bundeskriminalamt Wiesbaden Thaerstraße 11 65193 Wiesbaden                              |
| Bundeskriminalamt Dienstsitz Bonn (Meckenheim) Gerhard-Boeden-Straße 2 53340 Meckenheim |
| Bundeskriminalamt Dienstsitz Berlin Am Treptower Park 5–8 12435 Berlin                  |

### Abteilung ZI – Zentraler Informations- und Fahndungsdienst
- Kriminaldauerdienst (KDD)
- Sprachen- bzw. Übersetzungsdienst
- Informations- und Datenservice
- Polizeilicher Nachrichtenaustausch
- Sicherheitsüberprüfungen
- Erkennungsdienst, Recherche und Auskunft
  - Automatisiertes Fingerabdruck-Identifizierungssystem (AFIS)
  - DNA-Analysedatei
  - Gesichtserkennungssystem (GES)
  - Phantombilderstellung
- Fahndungsdienst (Internationale polizeiliche Zusammenarbeit, Rechtshilfe)
  - Allgemeine Fahndung, Öffentlichkeitsfahndung
  - Schengen-Fahndung (SIRENE)
  - Interpol-Fahndungen
  - Zielfahndung

### Abteilung ST – Polizeilicher Staatsschutz
- Lage- und Berichtswesen, Analyse
- Gefährdungssachbearbeitung
- Lagezentrum Staatsschutz
- Politisch motivierte Kriminalität – Terrorismus / Extremismus
  - Internationaler Terrorismus, religiös motivierter Extremismus/Terrorismus
  - Politisch motivierte Ausländerkriminalität
  - Politisch motivierte Kriminalität rechts/links sowie Nationalsozialistische Gewaltverbrechen (NSG)
  - Staatsterrorismus
- Spionage
- Politisch motivierte Waffenkriminalität, Proliferation, ABC-Waffenkriminalität
- Staatlich/nachrichtendienstlich gesteuerte Cybercrime-/Spionage
- Kriegsverbrechen (War Crimes Unit), Zentralstelle für die Bekämpfung von Kriegsverbrechen und weiteren Straftaten nach dem Völkerstrafgesetzbuch (ZBKV)[26]
- Finanzermittlungen Staatsschutz

Siehe auch: Staatsschutz

### Abteilung SO – Schwere und Organisierte Kriminalität
- Eigentumsdelikte
- Fälschungsdelikte
- Kapitaldelikte, Gewaltkriminalität, Sexualdelikte zum Nachteil von Kindern und Jugendlichen
- Organisierte Kriminalität (OK)
- Rauschgiftkriminalität, Arzneimittelkriminalität
- Schleusungskriminalität, Menschenhandel
- Umweltkriminalität
- Waffenkriminalität, Sprengstoffkriminalität
- Wirtschafts- und Finanzkriminalität, Verfahrensintegrierte Vermögensabschöpfung (VIVA), Wirtschaftsprüfdienst (WPD)

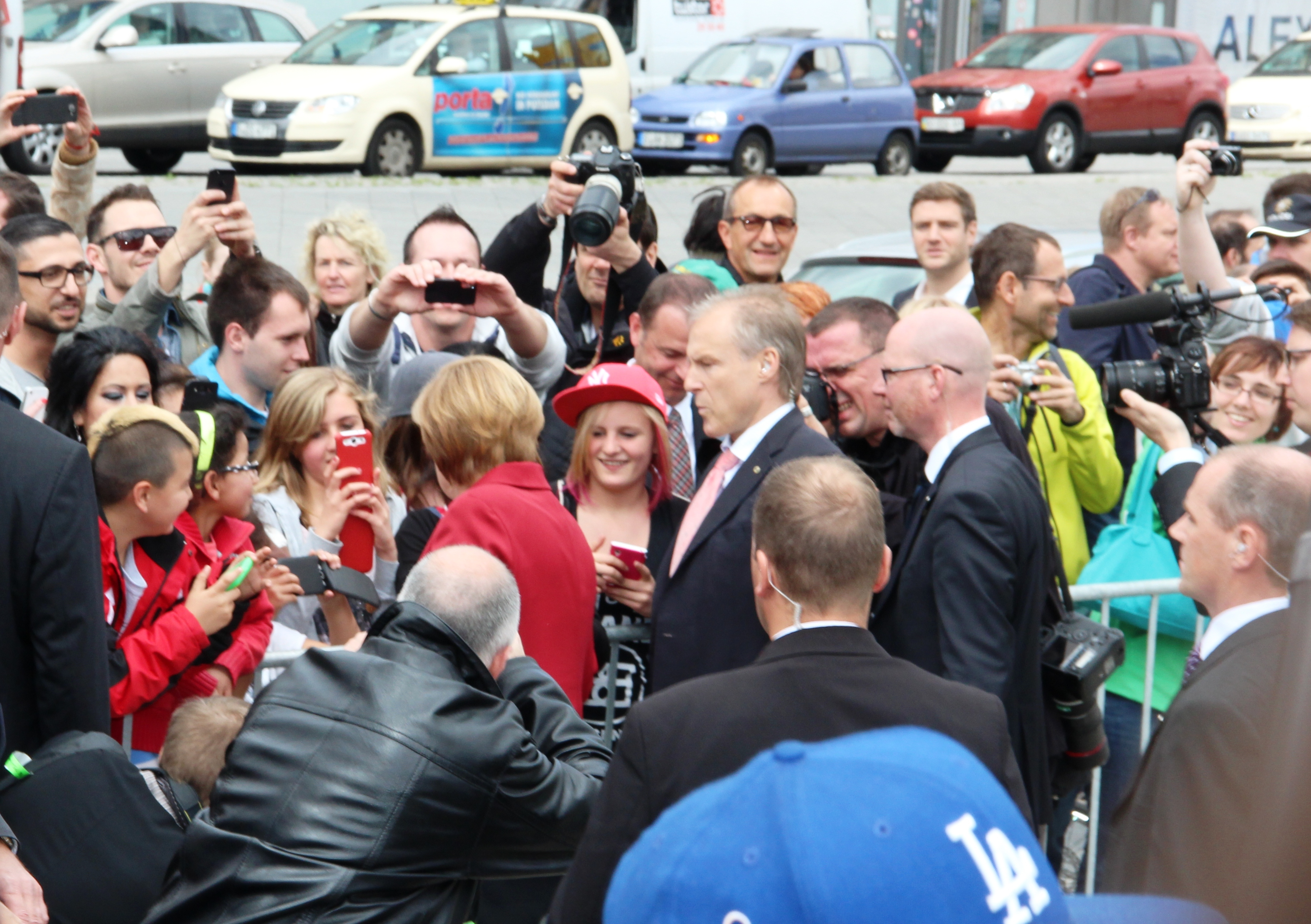
Bundeskanzlerin Merkel mit Personenschützern des BKA

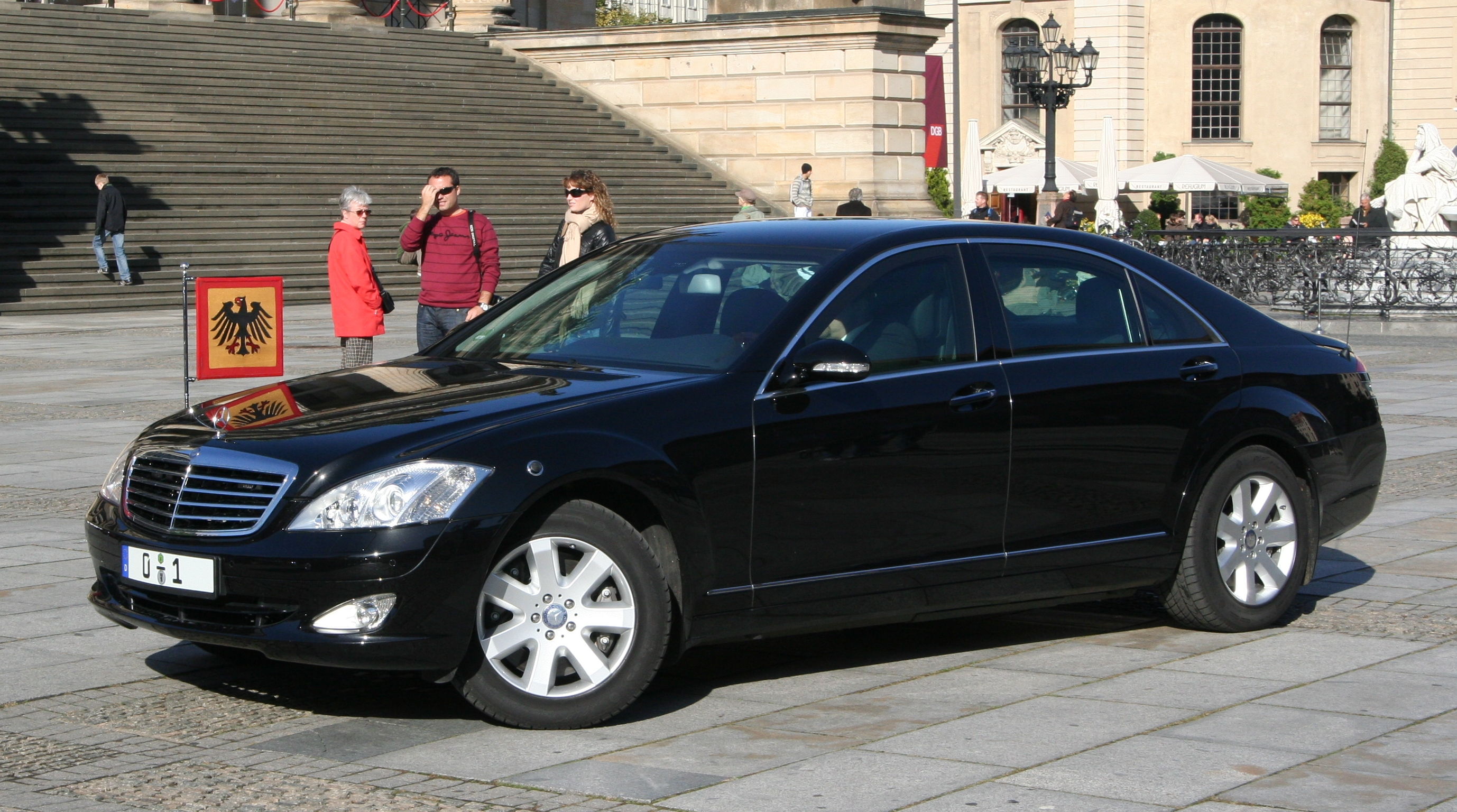
Gepanzerte Limousine des Bundespräsidenten

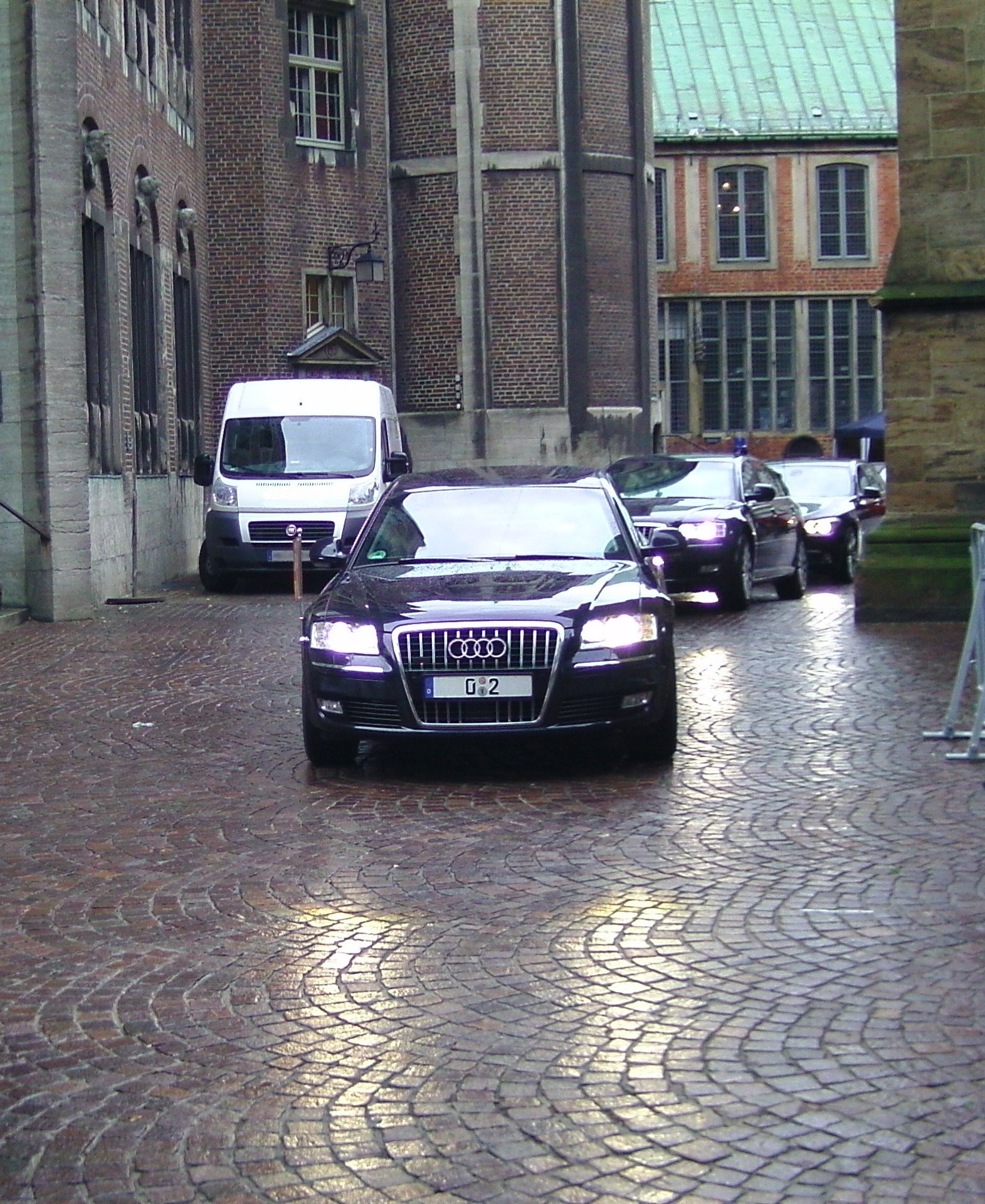
Sondergeschützte Fahrzeuge eines Personenschutzkommandos

### Abteilung SG – Sicherungsgruppe
- SG E (Einsatz)
  - Personenschutzkommandos (Bundespräsident, Kanzler, Bundesminister etc.)
  - Ausländische Staatsgäste
  - Operative Unterstützung, Aufklärung
  - Spezialisierte Personenschutz-Kräfte wie Auslands- und Spezialeinsätze (ASE)
- SG F (Führungs- und Lagezentrum)
  - Lagezentrum
  - Logistik, IT-Unterstützung
  - Aus- und Fortbildung Personenschutz

Sicherungsgruppe ist die Bezeichnung der Abteilung des Bundeskriminalamtes, welche für den Schutz der Mitglieder der bundesdeutschen Verfassungsorgane und deren ausländischen Gäste zuständig ist.
Die SG wurde im Jahr 1951 in Bonn aufgebaut. Zunächst nahmen lediglich 26 Polizeibeamte die Schutzaufgaben wahr. Dafür stand ihnen in den ersten Jahren nur eine sehr dürftige Ausstattung zur Verfügung.

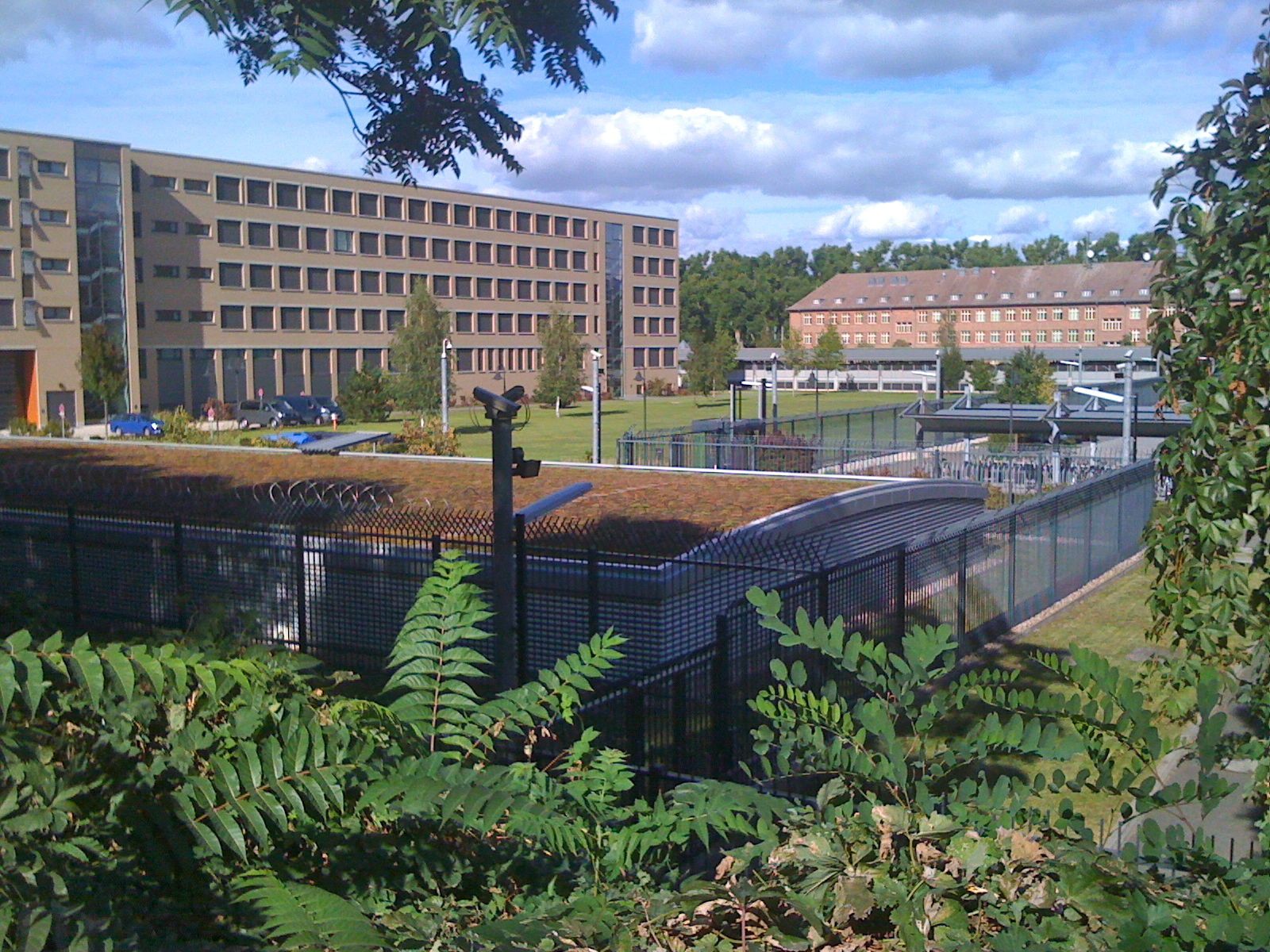
Standort des BKA in Berlin

Sitz der Abteilung ist seit dem 7. September 1999 die BKA-Liegenschaft Kasernengelände Am Treptower Park in Berlin, wo auch weitere Einheiten des Bundeskriminalamtes untergebracht sind.
Die Beamten der Sicherungsgruppe sind speziell ausgewählte Polizisten, die vom BKA, der Bundespolizei oder einem Landeskriminalamt kommen und für den Personenschutz eine umfangreiche Ausbildung erhalten. Sie müssen einen gefestigten Charakter haben, sportliche Höchstleistungen erbringen, ein exzellentes Benehmen haben, die sondergeschützten Fahrzeuge beherrschen, sehr gut schießen können und in allen Situationen schnell und angemessen reagieren. Darüber hinaus sind sie teilweise als Rettungssanitäter geschult, um im Ernstfall die Erstversorgung übernehmen zu können. Der Sicherungsgruppe fällt die schwierige Aufgabe zu, ihre Schutzpersonen bis hinein ins Privatleben vor möglichen Anschlägen zu schützen und dennoch möglichst viel Transparenz und Bürgernähe zuzulassen.
Die Sicherungsgruppe war zeitweise auch für Ermittlungen bei Straftaten durch Bundesbedienstete und für alle Ermittlungen bei Hoch- und Landesverrat zuständig. Sie ermittelte ferner gegen Terroristen, insbesondere die Rote Armee Fraktion. Die Sicherungsgruppe wurde dabei in zwei Untergruppen aufgeteilt: SG I war für den eigentlichen Personenschutz zuständig und SG II übernahm den Ermittlungsdienst.
Derzeit ist die Abteilung SG in Form eines Stabliniensystems organisiert: Der operative Personenschutz wird durch den Bereiche SG E (Einsatz) abgedeckt. Unterstützende wie organisatorische Dienste sind mit SG F in einem Stabsbereich, dem Führungs- und Lagezentrum angesiedelt.
Beim Objektschutz – also der äußeren (Gebäude-)Sicherheit – kooperiert die Sicherungsgruppe mit der Bundespolizei, der Polizei beim Deutschen Bundestag und den Länderpolizeien.

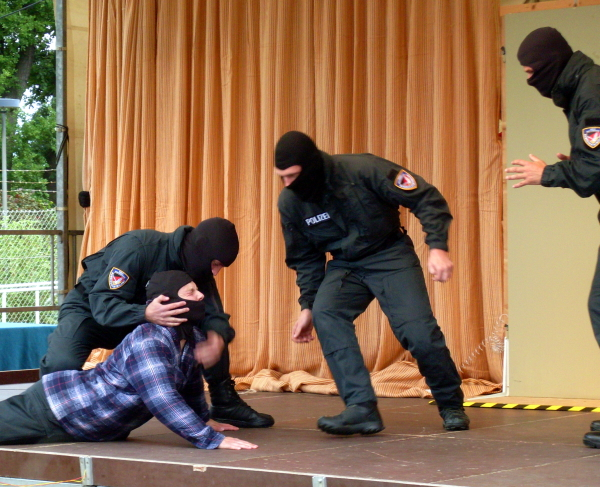
Festnahme-Demonstration des BKA-MEK

### Abteilung OE – Operative Einsatz- und Ermittlungsunterstützung
- Technisch-Operativer-Service (TOS)
  - Technologiemonitoring, Grundsatz, Logistik
    - Analyse von Technologien (Prüfung auf Polizeieinsatztauglichkeit sowie auf Missbrauchspotential)

  - IT-Forensik
    - Einsatzunterstützung an Tatorten und während Exekutivmaßnahmen (z. B. Durchsuchungen)
    - Sicherung und Aufbereitung digitaler Spuren
    - Methodenentwicklung

  - Datenanalyse, Videokompetenzzentrum
  - Einsatztechnik
- Kompetenzzentrum Informationstechnische Überwachung (CC ITÜ)
  - Telekommunikationsüberwachung (TKÜ)
  - Informationstechnische Überwachung (ITÜ)
- Mobile Einsatzkommando (MEK)
  - Zentrale Unterstützungsgruppe des Bundes für gravierende Fälle nuklearspezifischer Gefahrenabwehr (ZUB)
- Berater- und Verhandlungsgruppen für Geiselnahmen und Entführungen Deutscher im Ausland

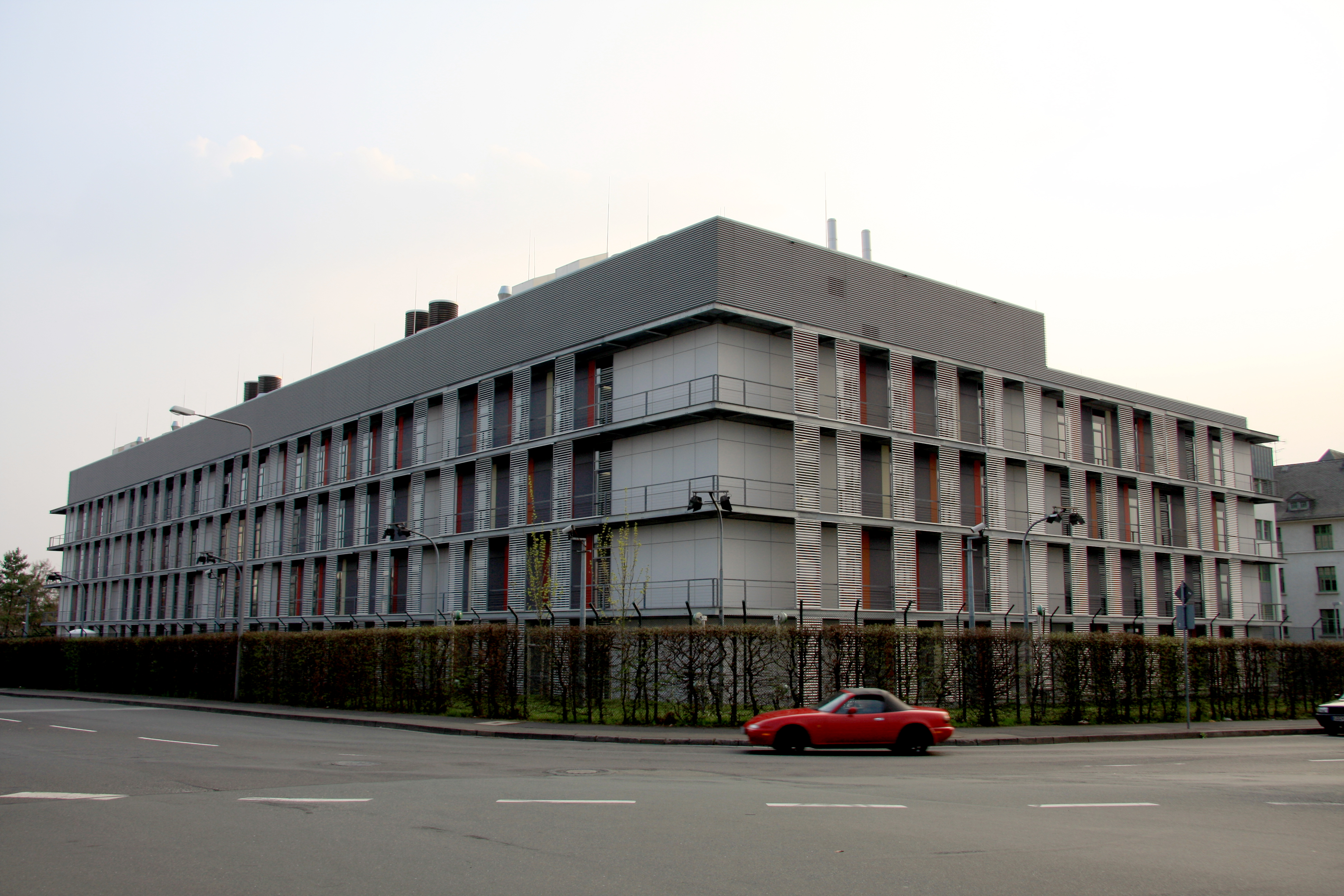
Der Neubau des Kriminaltechnischen Instituts in der Wiesbadener Äppelallee

- Zeugenschutzprogramm

### Abteilung KT – Kriminaltechnisches Institut
- Identifizierungskommission (IdKo)
- Tatortgruppe, Spurensicherung
- Spreng- und Branddelikte, Entschärfung, ABC-Tatorte
- Anwendungsbezogene Forschung zur Verbesserung und Etablierung von Untersuchungsverfahren und Spurensicherung
- Technische und naturwissenschaftliche Einrichtungen zur Erstellung von Gutachten für Polizeidienststellen, Staatsanwaltschaften und Gerichte in den Bereichen (national und international):
  - Ballistik, Brand- und Raumexplosionsuntersuchungen
  - DNA-Analytik, Untersuchung von Material- und Mikrospuren
  - Handschriftenuntersuchung, Spracherkennung, Urkundenprüfung
  - Physikalisches, biologisches und chemisches Zentrallabor, Toxikologie
  - Digitalelektronik, Datenrekonstruktion, Bild- und Signalanalyse, Kryptoanalyse

Am 29. Februar 2008 wurde in der Wiesbadener Äppelallee der Neubau des Kriminaltechnischen Instituts nach ca. zweijähriger Bauzeit eingeweiht.

### Abteilung DI – Digitale Services und Innovation
- Informations- und Kommunikationsmanagement
- Klassische IT- und Bürokommunikation, wie Betriebssystem-Administration, Office Werkzeuge etc.
- Pflege von polizeilichen Daten (INPOL, Interpol, Europol, SIRENE, Anti-Terror-Datei)

### Abteilung IZ – Internationale Koordinierung, Bildungs- und Forschungszentrum
- Pflege der EU- und internationalen Zusammenarbeit
- Koordinierung der Verbindungsbeamten
- Beratungsstelle für polizeipraktische Rechtsfragen, Rechtspolitik
- Polizeiliche Aus- und Fortbildung (national/international)
  - Allgemeine Aus- und Fortbildung, Bildungsmanagement
  - Kriminalpolizeiliche Spezialausbildung, Polizeitraining
  - Internationale polizeiliche Ausbildungs- und Ausstattungshilfe
- Kriminalistisches Institut
  - Hochschule des Bundes, Fachbereich Kriminalpolizei
  - Kriminalistisch-Kriminologische Polizeiforschung
    - Forschungs- und Beratungsstelle Terrorismus/Extremismus
    - Forschungs- und Beratungsstelle Polizeiliche Kriminalstatistik (PKS), Dunkelfeldforschung
    - Forschungs- und Beratungsstelle Cybercrime
    - Forschungs- und Beratungsstelle Organisierte Kriminalität, Wirtschaftskriminalität, Kriminalprävention
- Öffentlichkeitsarbeit, Internet-Redaktion[32]

### Abteilung ZV – Zentrale Verwaltungsaufgaben
- Allgemeine Personalangelegenheiten
- Haus-, Liegenschafts- und Bauverwaltung, einschließlich zentraler Service-Tagungslogistik
- Haushalt, Beschaffung und Anlagenwirtschaft
- Innere Organisation
- Innerer Dienst
- Justiziariat
- Personalausgaben, Personalfürsorge
- Personalplanung, -einsatz und -gewinnung
- Personelle und materielle Sicherheit, Geheimschutz, Interne Ermittlungen
- Innenrevision, Korruptionsprävention
- Kfz-Verwaltung und Instandhaltung

### Abteilung TE – Islamistisch motivierter Terrorismus/Extremismus
Die Abteilung TE wurde zum 1. November 2019 eingerichtet. Personell besteht die Abteilung hauptsächlich aus dem Teilbereich der Abteilung ST, der bereits zuvor mit der Bekämpfung des Islamistischen Terrorismus befasst war.
Die Abteilung übernimmt weitestgehend die gleichen Aufgaben, wie zuvor als Teilgebiet im Polizeilichen Staatsschutz. Als neue Aufgabe wird der Umgang mit Rückkehrern aus Kriegsgebieten in Syrien und dem Irak eingeführt, um von diesen ausgehende Gefahren abschätzen zu können. Außerdem soll so die Rolle des Bundeskriminalamtes als Zentral- und Ermittlungsstelle ausgebaut und die Bekämpfung des Islamistischen Terrorismus gestärkt werden.

### Abteilung CC – Cybercrime

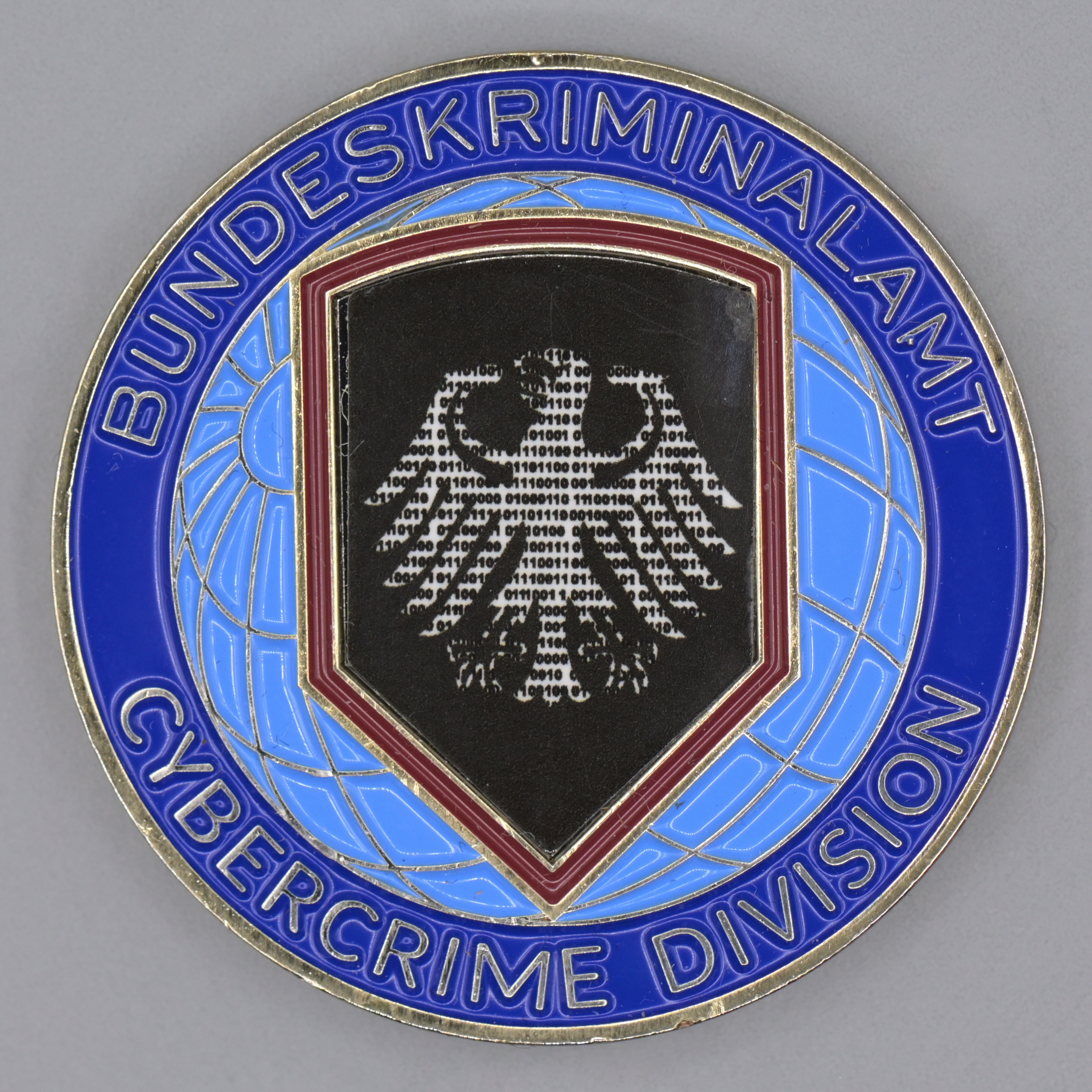
Coin der Abteilung Cybercrime (CC)

Am 1. April 2020 hat die Abteilung CC ihre Arbeit aufgenommen.
Die Personalstärke der Abteilung soll in den folgenden Jahren auf rund 280 Kriminalbeamte, Analysten und IT-Experten ansteigen. Die Abteilung ist aus der Gruppe Cybercrime bzw. Informations- und Kommunikationskriminalität (IuK) der Abteilung SO hervorgegangen.
Zu ihren Hauptaufgaben gehören unter anderem:
- Ermittlungen gegen Cyberkriminelle
- Auswertung von Daten und Lagebewertung
- Aufbereitung und Analyse von Informationen
- Schutz von Bundeseinrichtungen und kritischer Infrastrukturen vor Cyber-Angriffen
- Beratung bei der (Weiter-)Entwicklung rechtlicher Bestimmungen
- Ermittlungsunterstützung anderer Abteilungen
- Schulungen von fachfremden Mitarbeitern des BKA
- Geschäftsführung der Zentrale Ansprechstelle Cybercrime

## Kooperationen
Das BKA ist Teil von Kooperationsformen und Zentren zur Bekämpfung verschiedener Kriminalitätsformen:
- Gemeinsames Terrorismusabwehrzentrum (GTAZ)
- Gemeinsames Extremismus- und Terrorismusabwehrzentrum (GETZ)
- Nationales Cyber-Abwehrzentrum (NCAZ)
- Gemeinsames Analyse- und Strategiezentrum illegale Migration (GASIM)
- Gemeinsames Internetzentrum (GIZ)
- Koordinierte Internetauswertung (KIA)
- Gemeinsame Finanzermittlungsgruppe (GFG)

In besonders umfangreichen Ermittlungsverfahren werden durch das BKA Ermittlungsgruppen (EG) oder sog. Besondere Aufbauorganisationen (BAO) ins Leben gerufen. Hierbei wird oftmals Personal aus verschiedensten Abteilungen, Behörden oder auch aus den Länderpolizeien zusammengezogen.

## Mitarbeiter

### Allgemeine Struktur

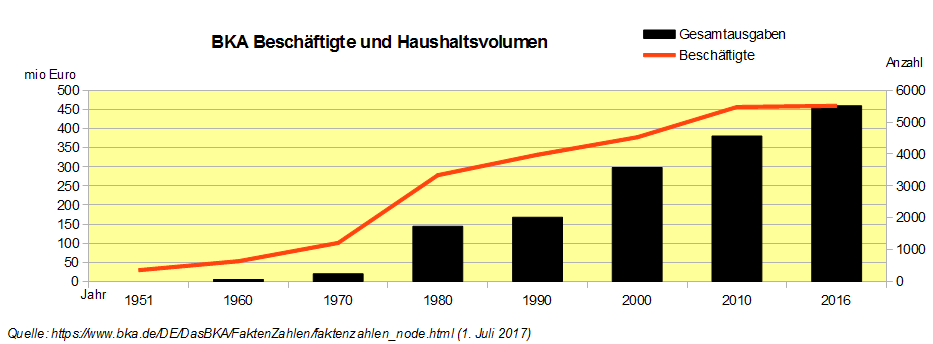
Bundeskriminalamt Beschäftigte (rot) und Ausgaben (schwarz) 1951–2016

Das BKA beschäftigt derzeit (Juli 2021) rund 7800 Mitarbeiter, (im Januar 2019 rund 6400 Mitarbeiter). Diese teilen sich auf in etwa 4000 Kriminalbeamte, ca. 1200 sonstige Beamte sowie 2400 Tarifbeschäftigte aus verschiedensten wissenschaftlichen und technischen Fachgebieten (Naturwissenschaften, Geisteswissenschaften) auf.
Der Anteil weiblicher Beschäftigter liegt mit 40,19 Prozent unter der Hälfte, weshalb das BKA bemüht ist, diesen Anteil in allen Berufsgruppen zu erhöhen.

### Personalgewinnung
Neben der gewöhnlichen Personalsuche nach Beamten und Tarifbeschäftigten einer Vielzahl von Disziplinen auf dem freien Arbeitsmarkt bildet das BKA auch selbst aus.
Hierzu zählen die klassischen Berufsausbildungsberufe wie Kfz-Mechatroniker, Kaufleute für Bürokommunikation oder Fachinformatiker. Im Sommer 2020 hatte das BKA über 30 Auszubildende. Daneben wird der polizeiliche Nachwuchs des BKAs auch mittels dualer Studiengänge (Kriminalpolizei, Verwaltungsinformatik, Studienförderung) ausgebildet.
Bewerber für die Laufbahn des gehobenen Kriminaldienstes (Kriminalpolizei) durchlaufen beispielsweise ein mehrstufiges Einstellungs- und Auswahlverfahren (EAV). Dieses besteht aus einem schriftlichen sowie mündlichen Teil (inkl. Gruppendiskussion und Einzelinterview), einem psychodiagnostischen Test, einem Sporttest, einer ärztlichen Untersuchung sowie einer Sicherheitsüberprüfung.
Weiterhin stellt das BKA auch Absolventen ausgewählter Master-Studiengänge (BWL, Politik, Jura u. a.) in den höheren Polizeivollzugsdienst ein. Hierzu muss ein ähnliches EAV wie beim gehobenen Kriminaldienst durchlaufen werden.

### Kriminalpolizeiliche Ausbildung im gehobenen Kriminaldienst
Nach bestandenem EAV studieren die Kriminalkommissaranwärter drei Jahre lang an der Hochschule des Bundes, Fachbereich Kriminalpolizei im Rahmen eines dualen Studiengangs.
Dafür werden die Anwärter als Beamte auf Widerruf (Bund) ernannt. Zudem erhalten die Studierenden ein Anwärtergrundgehalt (zuzüglich ab dem zweiten Studienjahr die aktuell gültigen Polizeizulagen) nach Bundesbesoldung AW – gehobener Dienst. Das sogenannte Grundstudium, gleich zu Beginn des Studiums, findet am Hochschulstandort in Brühl statt. Der restliche hochschulische Anteil findet am BKA Standort in Wiesbaden – Mainz-Kastel statt.
Als Studienabschluss und akademischer Grad kann ein Bachelor of Arts (B.A.), Kriminalvollzugsdienst im BKA erlangt werden. Während des Studiums werden Ausbildungsstationen in verschiedenen Referaten des BKA sowie bei einer Länderpolizei durchlaufen. Die praktischen Studieninhalte im BKA umfassen u. a. eine Schießausbildung, Selbstverteidigungs- und Festnahmetechniken (Krav Maga, Jiu Jitsu, Judo), Fahrtraining, Polizeitaktiken und Spurenkunde.
Nach erfolgreichem Abschluss des dualen Studiums wird neben dem B.A. auch die Amtsbezeichnung Kriminalkommissarin bzw. Kriminalkommissar verliehen. Es schließt sich eine dreijährige Verbeamtung auf Probe an, der i. d. R. bei Bewährung und fortdauernder Eignung die Lebenszeitverbeamtung folgen kann.
Sollte ein Anwärter bereits einen Bachelor-Abschluss besitzen, kann das dreijährige Studium auf 24 Monate (ähnlich zur Qualifizierungsmaßnahme für Cyberkriminalisten) verkürzt werden.
Die Fachrichtung des Bachelorabschlusses ist hierbei unwichtig, es geht lediglich um den akademischen Grad Bachelor, da dieser die Voraussetzung für die gehobene Beamtenlaufbahn ist.

### Cyber-Kriminalisten
Das BKA bietet IT-Absolventen (Bachelor/Diplom) die Möglichkeit nach dem Studium in den gehobenen Kriminaldienst einzusteigen. Hierzu muss zunächst eine 24-monatige Qualifizierungsmaßnahme absolviert werden (zunächst Einstellung in der TVöD EG10).
Während dieser Phase werden kriminalistische und rechtliche Inhalte vermittelt und es werden Praktika in den relevanten Arbeitsbereichen (z. B. Kommunikationsüberwachung, IT-Forensik, Cybercrime-Ermittlungen) durchgeführt. Nach Abschluss der Qualifizierungsmaßnahme erfolgt die Einstellung als Kriminaloberkommissar (A10) und damit die Verbeamtung auf Probe.
Ein ähnliches Modell wurde bereits durch die bayerische Polizei angewandt.

### Amtsbezeichnungen
Amtsbezeichnungen der Polizeivollzugsbeamten im BKA entsprechen denen der deutschen Kriminalpolizeien. Der fälschlicherweise mitunter benutzte Begriff der „Dienstgrade“ ist unzutreffend, da er in Deutschland nur auf Militärangehörige, nicht aber auf Polizisten anzuwenden ist. Polizisten verfügen, wie alle anderen deutschen Beamten auch, über Amts- bzw. Dienstbezeichnungen (wenn sie noch Anwärter sind).
siehe Amtsbezeichnungen

### Amtsleitung
Die Amtsleitung des BKA besteht aus dem Präsidenten sowie drei (bis 2020 nur zwei) Vizepräsidenten. Der BKA-Präsident ist ein politischer Beamter und wird durch den Bundespräsidenten auf Vorschlag des Bundesinnenministers auf Lebenszeit ernannt. Der Bundesinnenminister kann den Präsidenten in den vorzeitigen Ruhestand versetzen.
Der Präsident des Bundeskriminalamtes wird nach der Besoldungsgruppe B 9 besoldet, die Vizepräsidenten nach B 6.
Am 1. April 2020 wurde mit Martina Link zum ersten Mal eine Frau Vizepräsidentin beim BKA.

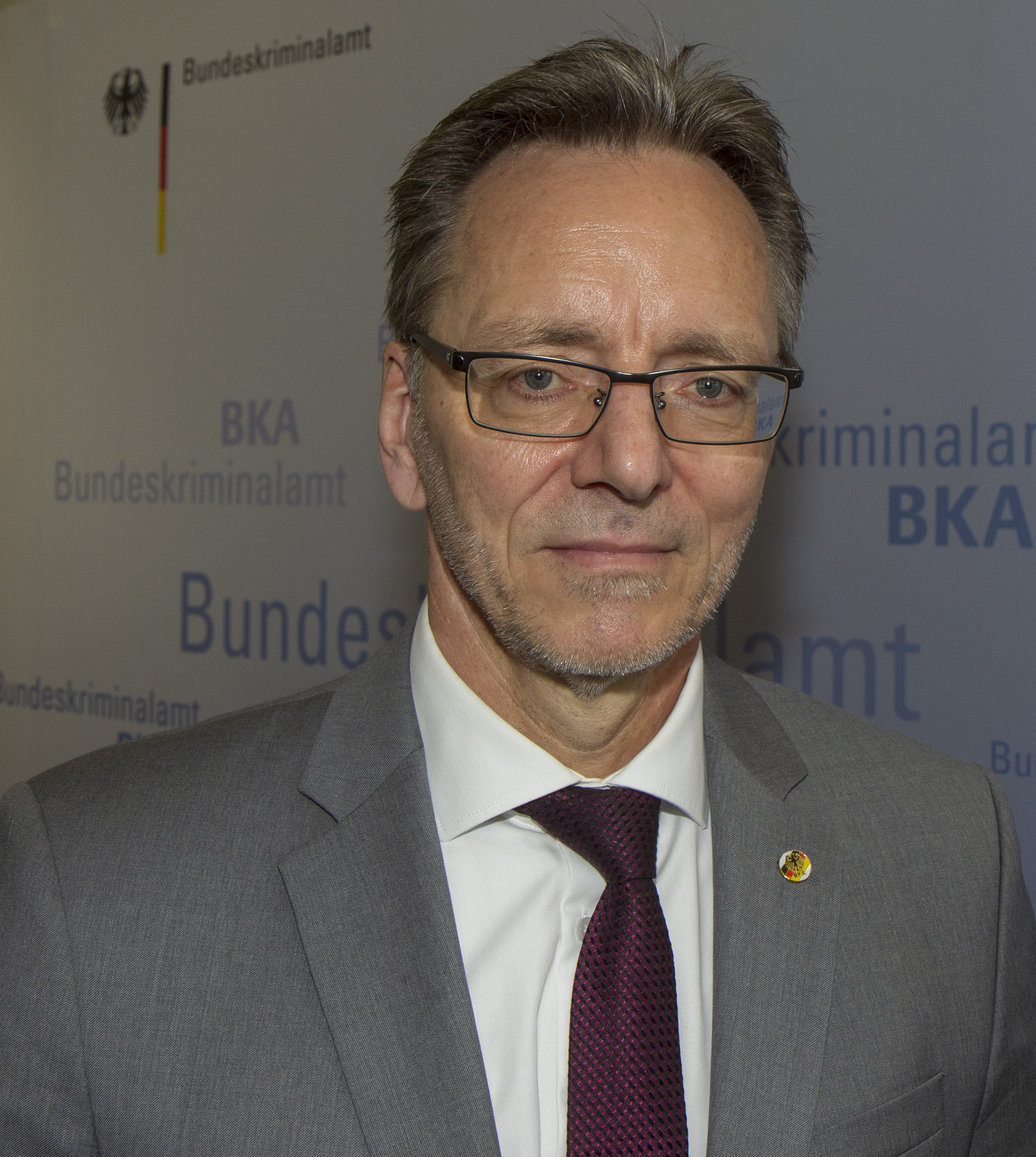
Präsident Holger Münch (2019)

#### Präsidenten
1. Max Hagemann (1951–1952)
2. Hanns Jess (CDU) (1952–1955)
3. Reinhard Dullien (1955–1964)
4. Paul Dickopf (1965–1971), davor Vizepräsident
5. Horst Herold (SPD) (1971 – März 1981)
6. Heinrich Boge (SPD) (März 1981–1990)
7. Hans-Ludwig Zachert (1990 – April 1996), davor von 1987 bis 1990 Vizepräsident
8. Klaus Ulrich Kersten (April 1996 – Februar 2004)
9. Jörg Ziercke (SPD), (26. Februar 2004 bis 30. November 2014)
10. Holger Münch (seit 1. Dezember 2014)

#### Vizepräsidenten
Amtierende Vizepräsidenten

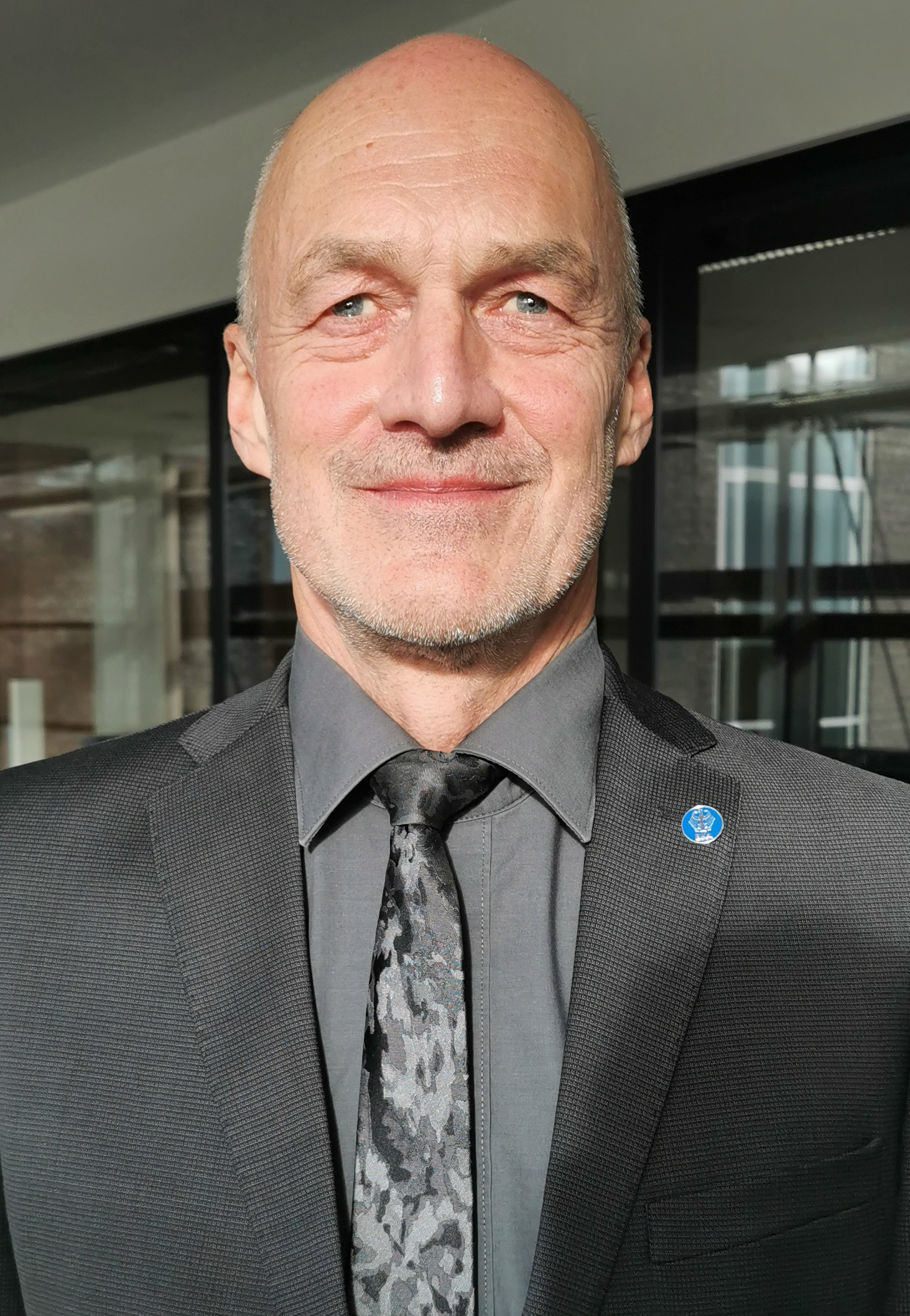
Michael Kretschmer (2022) bei der Vorstellung des ELSA-Tools im Hans-Sachs-Haus, Gelsenkirchen

- Sven Kurenbach (seit 1. Juni 2025)[42]
- Martina Link (seit 1. April 2020)[42]
- Helen Albrecht (seit 1. Januar 2025)[47]

Ehemalige Vizepräsidenten
Nach dem Ausscheiden von Rolf Holle 1972 wurde die BKA-Spitze neu organisiert. Im Zuge dieser Umstrukturierung wurde erstmals offiziell eine „Vize-Präsidenten“-Position eingerichtet, die mit Werner Heinl besetzt wurde:
- Werner Heinl (ab 1972)
- Reinhardt Rupprecht (ab 1976[48])
- Günter Ermisch (1978 bis 1981[49])
- Herbert Tolksdorf (1981[49] bis 1983)
- Gerhard Boeden (1983 bis 1987)
- Gerhard Köhler (1990 bis 1993)
- Bernhard Falk (1993 bis 2010)
- Rudolf Atzbach (2003 bis 2004[50])
- Jürgen Stock (2004 bis 2014)
- Jürgen Maurer (2010 bis 2013)[51]
- Peter Henzler (2013 bis 2020)[52]
- Michael Kretschmer (2015 bis Ende 2024)[53][54]
- Jürgen Peter (2020 bis 2025)[42]

1. 1 2 3  Amtsleitung des Bundeskriminalamtes. In: bka.de.
2. 1 2 3 4 5 6 7 8  Das BKA – Fakten und Zahlen/, Bundeskriminalamt, Abruf 14. November 2024.
3. ↑  Das BKA – Fakten und Zahlen/, Bundeskriminalamt, Abruf 14. November 2024.
4. ↑  Internationale Funktion – abgerufen am 28. Mai 2024.
5. ↑  106. Kabinettssitzung – Kabinettsprotokolle 1950. 1. Kabinett Adenauer – September 1949 bis Oktober 1953 (1. Wahlperiode). In: kabinettsprotokolle.bundesarchiv.de. Das Bundesarchiv, 27. Oktober 1950, abgerufen am 8. August 2024 (Signatur BArch, B 136/36092 und 36251).
6. ↑  Sonja Kock (Hrsg.): Das Bundeskriminalamt stellt sich seiner Geschichte. Dokumentation einer Kolloquienreihe (= Bundeskriminalamt [Hrsg.]: Polizei + Forschung. Sonderband). 1. Auflage. Luchterhand Fachverlag, Köln 2008, ISBN 978-3-472-07465-6 (archivierte Online-Ausgabe [Memento vom 2. Februar 2016 im Internet Archive] [PDF; 3,4 MB; abgerufen am 8. August 2024] Alternativ-ISBN 3-472-07465-5).
7. ↑  Raphael Gross: Der gekränkte Nationalist. In: Frankfurter Allgemeine Zeitung. Nr. 270/2010 vom 27. November 2010, S. 33.
8. ↑  Dieter Schenk: Auf dem rechten Auge blind. Die braunen Wurzeln des BKA. Köln 2001, S. 17.
9. ↑  Braunes Kriminalamt – Organisationsplan des BKA 1954.
10. 1 2  Jan Friedmann: Neue Studie zum BKA: Versorgungsanstalt für Ex-Nazis. In: spiegel.de. Spiegel Online, 7. Dezember 2011, abgerufen am 21. Juni 2012.
11. ↑  Jörg Ziercke in einem Interview der Frankfurter Allgemeinen Zeitung vom 5. September 2007, S. 2: Das Internet darf kein strafverfolgungsfreier Raum sein.
12. ↑  Dieter Schenk: Auf dem rechten Auge blind. Die braunen Wurzeln des BKA. Köln 2001.
13. ↑  Ernst Klee, Das Personenlexikon zum Dritten Reich, Frankfurt a. M. 2005.
14. ↑  Verfolger wurden zu Jägern. In: Süddeutsche Zeitung. 31. Oktober 2007, S. 11.
15. ↑  Maike Röttger: Das BKA und seine braunen Wurzeln. In: Hamburger Abendblatt. FUNKE Medien Hamburg GmbH, 12. Oktober 2007, abgerufen am 8. August 2024.
16. ↑  Romani Rose: Die Aufarbeitung der Geschichte des Nationalsozialismus als Chance für die rechtsstaatliche Behandlung von Minderheiten. In: Imanuel Baumann, Herbert Reinke, Andrej Stephan, Patrick Wagner: Schatten der Vergangenheit – Das BKA und seine Gründungsgeneration in der frühen Bundesrepublik. Sonderband, 2012.
17. ↑  Informationen auf der Website des Bundeskriminalamtes. (Memento vom 19. September 2011 im Internet Archive)
18. ↑  Von der SS zum BKA. In: Frankfurter Allgemeine Zeitung. Ausgabe vom 8. März 2013, S. 33.
19. ↑  Kai Biermann: BKA fürchtet Tote durch Angriffe von rechts. In: Zeit Online. Die Zeit, 13. November 2016, abgerufen am 20. März 2022.
20. ↑  Andreas Schwegel: Auf dem Weg zu einem „deutschen FBI“? Bundeskriminalamt (BKA) und föderale Sicherheitsarchitektur im Zeichen der Terrorismusbekämpfung, in: Robert Glawe (Hrsg.): Eine neue deutsche Sicherheitsarchitektur – Impulse für die nationale Strategiedebatte (Wissenschaft & Sicherheit Bd. 6), Berlin 2009, S. 307–319.
21. ↑  Dralle, Tilman: BKA-Gesetz scheitert im Bundesrat, in: ADLAS des Dresdner Arbeitskreises für Sicherheits- und Außenpolitik, 2:11, November 2008, S. 4.
22. ↑  BKA – Fakten und Zahlen. Abgerufen am 10. Juli 2020.
23. ↑  Max Hoppenstedt, Jörg Diehl: Hatespeech: So ermittelt das BKA ab Februar gegen Onlinehetzer. In: Der Spiegel. 28. Januar 2022, ISSN 2195-1349 (spiegel.de [abgerufen am 3. April 2022]).
24. ↑  bmi.bund.de.
25. ↑  BKA – Fakten und Zahlen. Abgerufen am 21. Juli 2020.
26. ↑  BKA – Zentralstelle für die Bekämpfung von Kriegsverbrechen und weiteren Straftaten nach dem Völkerstrafgesetzbuch (ZBKV). In: bka.de. Abgerufen am 19. Dezember 2017.
27. ↑  Reinhard Scholzen: Des Kanzlers Kofferträger. Konrad Adenauer und die Anfangsjahre der Sicherungsgruppe. In: Mut. Forum für Kultur Politik und Geschichte. Nr. 450, Februar 2005, S. 24–33.
28. ↑  Werner Schmidt: Bundesinnenminister Schily übergab 90.000 Quadratmeter große Dienststelle in Treptow. In: Der Tagesspiegel (Berlin). 8. September 1999, abgerufen am 27. Januar 2014.
29. ↑  Abteilung „Sicherungsgruppe“ (SG) auf bka.de, 1. Juli 2016; abgerufen am 21. November 2016.
30. ↑  Pressemitteilung: Neubau des Kriminaltechnischen Instituts im Bundeskriminalamt eingeweiht (Memento vom 11. Januar 2012 im Internet Archive) vom 29. Februar 2008.
31. ↑  Schäuble fordert „Netzwerk der Kriminaltechniken“ gegen den Terror auf heise online vom 29. Februar 2008.
32. ↑  Archivierte Kopie (Memento vom 4. Februar 2016 im Internet Archive) In: bka.de.
33. ↑  BKA verstärkt den Kampf gegen den islamistischen Terrorismus / Neue Abteilung „TE“ im Bundeskriminalamt hat heute die Arbeit aufgenommen. Bundeskriminalamt. In: presseportal.de. news aktuell GmbH, 1. November 2019, abgerufen am 1. November 2019.
34. ↑  BKA – Islamistisch motivierter Terrorismus/Extremismus. Abgerufen am 5. März 2020.
35. ↑  BKA – Listenseite für Pressemitteilungen 2020 – Bundeskriminalamt stärkt die Cybercrimebekämpfung. Abgerufen am 1. April 2020.
36. ↑  BKA – Cybercrime. Abgerufen am 8. April 2020.
37. ↑  BKA – Fakten und Zahlen. Abgerufen am 11. November 2021.
38. ↑  BKA – Duales Studium gehobener Kriminaldienst. Abgerufen am 3. Juli 2020.
39. ↑  BKA – Cyber-Kriminalist/-in – Qualifizierungsmaßnahme zur Cyber-Kriminalistin / zum Cyber-Kriminalisten. In: bka.de. Abgerufen am 11. März 2018.
40. ↑  IT-Kriminalisten bei der Bayerischen Polizei. Abgerufen am 17. Januar 2021.
41. ↑  Festsetzung von Zusätzen zu den Grundamtsbezeichnungen; Rundschreiben zur Bundesbesoldungsordnung B (BBesO B) – RdSchr. d. BMI v. 25.3.2021 – D3-30200/183#5 –. In: verwaltungsvorschriften-im-internet.de. Bundesministerium des Innern, für Bau und Heimat, 25. März 2021, archiviert vom Original (nicht mehr online verfügbar) am 28. März 2022; abgerufen am 8. August 2024.
42. 1 2 3 4  Sven Kurenbach ist neuer Vizepräsident beim Bundeskriminalamt. 2. Juni 2025, abgerufen am 1. Juli 2025.
43. ↑  Forschung für die Praxis: BKA-Analyse-Tool „ELSA“ für evidenzbasierte lokale Sicherheitsanalysen. In: gelsenkirchen.de. 7. November 2022, abgerufen am 8. November 2022.
44. ↑  Pilotprojekt mit BKA-Analyse-Tool „ELSA“. In: bka.de. 7. November 2022, abgerufen am 8. November 2022.
45. ↑  BKA-Pilotprojekt: Gelsenkirchen testet Frühwarnsystem für Sicherheit und Ordnung. In: ruhrbarone.de. 4. August 2022, abgerufen am 8. November 2022.
46. ↑  Gelsenkirchen testet Frühwarnsystem für Sicherheit und Ordnung. In: netzpolitik.org. 2. August 2022, abgerufen am 8. November 2022.
47. ↑  BKA – Listenseite für Pressemitteilungen 2025 – Helen Albrecht ist neue Vizepräsidentin beim Bundeskriminalamt. Abgerufen am 27. April 2025.
48. ↑  Hans-Dieter Schwind (Hrsg.): Ursachen des Terrorismus in der Bundesrepublik Deutschland, Walter de Gruyter, Berlin 1978, S. 10. („Die Autoren“).
49. 1 2  BERUFLICHES: Günter Ermisch. In: Der Spiegel, Nr. 44/1981 (26. Oktober 1981), S. 284.
50. ↑  Schily entlässt BKA-Chef. In: Der Tagesspiegel, 6. Februar 2004.
51. ↑  Frankfurter Allgemeine Zeitung, Inland in Kürze, Seite 4.
52. ↑  Pressemitteilung des BKA vom 1. April 2013 (Memento vom 14. März 2014 im Internet Archive)
53. ↑  Pressemitteilung des BKA: Michael Kretschmer, Vizepräsident beim Bundeskriminalamt. (Memento vom 28. Juli 2024 im Internet Archive) In: bka.de, Bundeskriminalamt, 5. März 2015.
54. ↑  Das Bundeskriminalamt hat eine neue Vizepräsidentin: Helen Albrecht. Kurzmeldung des BKA. In: Bundeskriminalamt (Deutschland). 2. Januar 2025, abgerufen am 30. Mai 2025.

## Fälle und Ermittlungen (Auswahl)
- 1970 Rote Armee Fraktion
- 1980 Oktoberfestattentat
- 1998 ICE-Unfall von Eschede (IdKO)
- 2001 Terroranschläge in den USA (9/11)
- 2002 Anschlag auf die Al-Ghriba-Synagoge in Djerba
- 2004 Erdbeben im Indischen Ozean (IdKo)
- 2006 Versuchte Bombenanschläge vom 31. Juli 2006 („Kofferbomber“)
- 2007 Sauerland-Gruppe
- 2011 Düsseldorfer Zelle
- 2011 Nationalsozialistischer Untergrund
- 2012 Sprengsatzfund am Bonner Hauptbahnhof
- 2016 Anschlag auf den Berliner Weihnachtsmarkt an der Gedächtniskirche
- 2017 Anschlag auf den Mannschaftsbus von Borussia Dortmund
- Fall Franco A.
- 2018 Ermittlungen zu den Panama Papers

## Forschung und Öffentlichkeitsarbeit

### Forschung
Neben einer Bibliothek unterhält das BKA eine Literaturdokumentationsstelle, die ein webbasiertes Informationssystem für polizeiliche Fachliteratur (Computergestütztes Dokumentationssystem für Literatur COD) via Extrapol betreibt.
Das Bundeskriminalamt erstellt und veröffentlicht jährlich die Polizeiliche Kriminalstatistik (PKS).
Seit 2008 führte das BKA drei Kolloquien durch, um über den Einfluss des Nationalsozialismus auf das BKA zu diskutieren. Die Initiative Zierckes wurde in polizeilichen Gewerkschaftspublikationen kritisiert.

### Öffentlichkeitsarbeit
Erstmals in der über 50-jährigen Geschichte des Amtes fand am 9. September 2006 ein „Tag der offenen Tür“ statt, über 11.000 Gäste informierten sich in der Wiesbadener Zentrale auf dem Geisberg über die Arbeit des BKA. Bereits einen Tag zuvor am 8. September 2006 spielten fünf BKA-Bands im Rahmen des ersten BKA-Bandfestivals „Rock am Geisberg“.
Zwei weitere Bands traten im Rahmen des Tages der offenen Tür am 9. September auf. Der zweite Tag der offenen Tür fand am 19. Juni 2010, der dritte am 14. September 2013 statt.

### Herbsttagungen
Seit 1954 gibt es im BKA regelmäßig die sogenannte Herbsttagung. Diese findet meist Ende Oktober bzw. Anfang November jeden Jahres statt und behandelt einen bestimmten Themenkomplex.
| #   | Jahr | Veranstaltungsdatum und -ort                          | Thema | Quellen                            |
| --- | ---- | ----------------------------------------------------- | --- | ---------------------------------- |
| 69. | 2024 | 20. und 21. November 2024; Wiesbaden, digital ergänzt | Auf der Spur mit KI – wie KI die polizeiliche Welt revolutioniert | [ 7 ]                              |
| 68. | 2023 | 23. und 24. November 2023; Wiesbaden, digital ergänzt | Ursachen und Dynamiken von Gewalt – Wie brechen wir die Welle? | [ 8 ]                              |
| 67. | 2022 | 16. bis 17. November 2022; Wiesbaden, digital ergänzt | Wie halten wir Schritt? – Polizeiliche Strategien für die Zukunft | [ 9 ]                              |
| 66. | 2021 | 17. bis 18. November 2021; digitale Plattform         | Stabilität statt Spaltung: Was trägt und erträgt die Innere Sicherheit? | [ 10 ]                             |
|     | 2020 | 18. bis 19. November 2020                             | Die Tagung wurde wegen der Corona-Pandemie abgesagt. | [ 11 ]                             |
| 65. | 2019 | 27. bis 28. November 2019; Wiesbaden                  | Innere Sicherheit weiterdenken: Ausgrenzung, Hass und Gewalt – Herausforderungen für den Rechtsstaat und die Sicherheitsbehörden | [ 12 ]                             |
| 64. | 2018 | 21. bis 22. November 2018; Wiesbaden                  | Sicherheit in einer offenen und digitalen Gesellschaft | [ 13 ]                             |
| 63. | 2017 | 15. bis 16. November 2017; Ingelheim am Rhein         | Polizei im Umbruch – Herausforderungen und Zukunftsstrategien | [ 14 ]                             |
| 62. | 2016 | 15. bis 16. November 2016; Mainz                      | Kriminalität in Deutschland unter dem Einfluss weltweiter Krisen und Konflikte? | [ 15 ]                             |
| 61. | 2015 | 18. bis 19. November; Kurfürstliches Schloss in Mainz | Internationaler Terrorismus: Wie können Prävention und Repression Schritt halten? | [ 16 ]                             |
| 60. | 2014 | 19. bis 20. November; Kurfürstliches Schloss in Mainz | Organisierte Kriminalität | [ 17 ]                             |
| 59. | 2013 | 12. bis 13. November                                  | Cybercrime – Bedrohung, Intervention, Abwehr | [ 18 ]                             |
| 58. | 2012 | 13. bis 14. November                                  | Bekämpfung des Rechtsextremismus – eine gesamtgesellschaftliche Herausforderung | [ 19 ]                             |
| 57. | 2011 | 6. und 7. Dezember                                    | 60 Jahre BKA – Im Spannungsfeld zwischen Freiheit und Sicherheit | [ 20 ]                             |
| 56. | 2010 | 19. und 20. Oktober                                   | Gewaltphänomene -Strukturen, Entwicklungen und Reaktionsbedarf | [ 21 ]                             |
| 55. | 2009 | 25. und 26. November                                  | Weltweite Brennpunkte der Kriminalität – Auswirkungen auf Deutschland |                                    |
| 54. | 2008 | 12. bis 14. November                                  | Wirtschaftskriminalität und Globalisierung – die Polizei vor neuen Herausforderungen | [ 22 ]                             |
| 53. | 2007 | 20. bis 22. November                                  | Tatort Internet – eine globale Herausforderung für die Innere Sicherheit | [ 23 ] [ 24 ] [ 25 ] [ 26 ] [ 27 ] |
| 52. | 2006 | 14. bis 16. November                                  | Illegale Migration – Gesellschaften und polizeiliche Handlungsfelder im Wandel |                                    |
| 51. | 2005 | 2. bis 3. November                                    | Neue Allianzen gegen Kriminalität und Gewalt | [ 28 ]                             |
| 50. | 2004 | 2. bis 4. November                                    | Netzwerke des Terrors – Netzwerke gegen den Terror |                                    |
| 49. | 2003 | 2. bis 4. Dezember                                    | Informations- und Kommunikationskriminalität | [ 29 ]                             |
| 48. | 2002 | 19. bis 21. November                                  | Wirtschaftskriminalität und Korruption | [ 30 ]                             |
| 47. | 2001 | 13. bis 15. November                                  | Das ursprünglich vorgesehene Thema Wirtschaftskriminalität wurde aufgrund der Terroranschläge am 11. September 2001 kurzfristig geändert: Herausforderung für die internationale Staatengemeinschaft – Die polizeiliche Bekämpfung des internationalen Terrorismus | [ 31 ]                             |
| 46. | 2000 | 21. bis 23. November                                  | Rechtsextremismus, Antisemitismus und Fremdenfeindlichkeit, Bestandsaufnahme – Perspektiven – Problemlösungen |                                    |
| 45. | 1999 | 23. bis 25. November                                  | Kriminalitätsbekämpfung im zusammenwachsenden Europa | [ 32 ] [ 33 ]                      |
| 44. | 1998 | 17. bis 19. November                                  | An der Schwelle des 21. Jahrhunderts: Moderne Sicherheitsstrategien gegen das Verbrechen | [ 34 ]                             |
| 43. | 1997 | 18. bis 21. November                                  | Neue Freiheiten, neue Risiken, neue Chancen | [ 34 ]                             |
| 42. | 1996 | 29. bis 22. November                                  | Organisierte Kriminalität | [ 34 ]                             |
| 41. | 1995 | 14. bis 17. November                                  | Das Opfer und die Kriminalitätsbekämpfung | [ 34 ]                             |
| 40. | 1994 | 8. bis 11. November                                   | Aktuelle Methoden der Kriminaltechnik und Kriminalistik | [ 34 ]                             |
| 39. | 1993 | 23. bis 26. November                                  | Aktuelle Phänomene der Gewalt | [ 34 ]                             |

## Standorte und Liegenschaften
Das BKA hat seinen Hauptsitz in Wiesbaden, daneben gibt es noch weitere Standorte in Meckenheim bei Bonn und in Berlin. Darüber hinaus verfügt das BKA in Wiesbaden sowie Berlin über mehrere Liegenschaften:
| Ort                      | Bezeichnung                            | Beschäftigte | Adresse                                                               | Bild |
| ------------------------ | -------------------------------------- | ------------ | --------------------------------------------------------------------- | ---- |
| Wiesbaden                | Haupthaus Thaerstraße (W1)             | ca. 1700     | Thaerstraße 11, 65193 Wiesbaden 50° 5′ 52″ N, 8° 14′ 45″ O            |      |
| Wiesbaden-Biebrich       | Äppelallee (W2)                        | ca. 500      | Äppelallee 45, 65203 Wiesbaden 50° 2′ 50″ N, 8° 13′ 40″ O             |      |
| Wiesbaden                | Europaviertel (W3)                     | ca. 500      | George-Marshall-Straße 20, 65197 Wiesbaden 50° 4′ 14″ N, 8° 13′ 11″ O |      |
| Wiesbaden                | Gästehaus Tränkweg (W4)                |              | Tränkweg 3, 65193 Wiesbaden 50° 5′ 53″ N, 8° 14′ 25″ O                |      |
| Wiesbaden                | Rosselstraße (W5)                      |              | Rosselstraße 22, 65193 Wiesbaden 50° 5′ 37″ N, 8° 14′ 26″ O           |      |
| Wiesbaden                | Anna-Birle-Straße (W6)                 |              | Anna-Birle-Straße 11–13, 55252 Wiesbaden 50° 1′ 54″ N, 8° 16′ 54″ O   |      |
| Wiesbaden (Mainz-Kastel) | Acorum (W7)                            | ca. 150      | Lorenz-Schott-Straße 4, 55252 Mainz-Kastel 50° 1′ 48″ N, 8° 16′ 52″ O |      |
| Wiesbaden                | Marie-Curie-Straße (W8)                |              | Marie-Curie-Straße 1, 65189 Wiesbaden 50° 4′ 25″ N, 8° 15′ 26″ O      |      |
| Wiesbaden                | Gustav-Nachtigal-Straße (W9)           |              | Gustav-Nachtigal-Straße 3–5, 65189 Wiesbaden                          |      |
| Berlin-Treptow           | Kasernengelände Am Treptower Park (B1) |              | Am Treptower Park 5–8, 12435 Berlin 52° 29′ 32″ N, 13° 27′ 22″ O      |      |
| Berlin-Treptow           | Treptowers (B2)                        |              | An den Treptowers 1, 12435 Berlin 52° 29′ 43″ N, 13° 27′ 40″ O        |      |
| Berlin                   | Puschkinallee (B3)                     |              | Puschkinallee 52, 12435 Berlin 52° 29′ 40″ N, 13° 27′ 7″ O            |      |
| Meckenheim (Merl)        | Meckenheim (M1)                        |              | Gerhard-Boeden-Straße 2, 53340 Meckenheim 50° 38′ 19″ N, 7° 2′ 28″ O  |      |

## Kritik

### Internetsperren
In der Diskussion um die Umsetzung der von Ursula von der Leyen initiierten Regelung zur Sperrung von Webseiten kam der Behörde die Aufgabe zu, die polizeiliche Effizienz der beiden alternativen Konzepte Internetsperren und Löschungen zu untersuchen. Das BKA war im Konzept der Sperrungen als die Bundesbehörde vorgesehen, die die entsprechende Liste der zu sperrenden Inhalte erstellt hätte.
In diesem Zusammenhang betonten Vertreter der Behörde wiederholt, allein mit Löschen sei es dem BKA nicht möglich, gesetzeswidrige Inhalte im Internet effektiv zu bekämpfen.
Die Behörde gab mehrere Erklärungen heraus, die diese Position wiederholt unterstrichen und nachdrücklich die Einführungen von Netzsperren forderten.
Am 5. April 2011 beschloss die Bundesregierung, das Zugangserschwerungsgesetz aufzuheben. Bundesjustizministerin Sabine Leutheusser-Schnarrenberger erläuterte die Gründe für die Entscheidung mit den Worten „Nach aktuellen Zahlen des Bundeskriminalamtes sind nach zwei Wochen 93 Prozent der kinderpornografischen Inhalte gelöscht, nach vier Wochen sind es sogar 99 Prozent“.

### Einsatz von Honeypots
Ein Artikel auf der Homepage des BKA hat den Kriminalisten als Honeypot gedient, um Mitglieder der militante gruppe (mg) identifizieren zu können. Dieses Vorgehen, das 2007 bekannt wurde, war und ist höchst umstritten.

### Inlandsüberwachung des BKA
Das BKA setzt eine Software zum Ausspionieren von Computern via Trojaner ein. Der sogenannte Staatstrojaner wird beispielsweise per E-Mail oder USB-Stick auf Rechnern von Verdächtigen installiert. Anschließend können Kriminalbeamte unter anderem Skype sowie Mail- und Chatprogramme des Computers über das Internet überwachen. Im Februar 2012 wurde bekannt, dass das Bundeskriminalamt per Trojaner Telefonsex-Mitschnitte speicherte.
Umstritten ist, dass bei der Erstellung der Softwarearchitektur sowie bei der Quellcodeprüfung die Firma Computer Sciences Corporation (CSC) beteiligt ist. CSC war in die Kritik geraten, da die amerikanische Mutter von CSC als einer der engsten IT-Dienstleister des US-Geheimdienstes NSA gilt. Unter anderem soll sich eine Tochterfirma von CSC an Entführungsflügen von Terrorverdächtigen durch die CIA beteiligt haben. Datenschutzexperten hatten kritisiert, dass CSC vertrauliche Informationen an US-Nachrichtendienste weitergeben könnte.
In der Zeit vom 14. Dezember 2011 bis zum 10. Februar 2012 wurden am BKA-Standort Wiesbaden wegen eines Softwarefehlers alle Daten aus Telekommunikationsüberwachungs-Maßnahmen des BKA und der Bundespolizei unwiederbringlich gelöscht.

### Speicherung und Benutzung personenbezogener Daten
Das BKA erhielt 2022 den Datenschutz-Negativpreis Big Brother Award in der Kategorie Behörden & Verwaltung stellvertretend für die gesamte deutsche Polizei, weil die Jury der Ansicht war, dass „[e]ntgegen der verfassungs- und europarechtlichen Vorgaben [...] die [personenbezogenen] Daten in Dateien [der über das Informationssystem INPOL-neu verknüpften polizeilichen Datenbanken] nicht oder unzureichend gekennzeichnet [werden].“ Dadurch bestehe die Gefahr, „dass Millionen Menschen von der Polizei oder anderen Behörden ungerechtfertigter Weise als Gefährder oder Straftäter behandelt werden.“

### Rechtsextremismus bei Mitarbeitern
Von Juli 2018 bis Juni 2024 wurden beim BKA insgesamt 17 Verfahren gegen 15 Mitarbeiter im Zusammenhang mit Rechtsextremismus eingeleitet. Als Konsequenz wurden drei Beamte entlassen, vier Tarifbeschäftigte gekündigt und in fünf Fällen Disziplinarverfahren erlassen.

## Sonstiges
- Das amerikanische FBI ist bei Autoren unterschiedlichster fiktionaler Medien recht beliebt. Bei Handlungen, die in Deutschland spielen, wird das BKA auch gelegentlich – gerade in ausländischen Produktionen – angesprochen. Beispiele hierfür sind diverse TV-Produktionen[44] sowie der BKA-Inspektor Lunge in der japanischen Manga-Serie Monster.
- Das BKA hat im Jahr 2009 das kirgisische Staatskomitee für Nationale Sicherheit mit Überwachungstechnik ausgestattet. Im Jahr 2010 wurden laut Human Rights Watch von den kirgisischen Sicherheitsbehörden willkürliche Verhaftungen und Folter durchgeführt.[45]